# Thomas Gardner (basket-ball)
Pour les articles homonymes, voir Thomas Gardner et Gardner.
Thomas Earl Gardner, né le 8 février 1985 à Portland en Oregon, est un joueur américain de basket-ball. Il a joué 20 matchs en NBA, mais a passé la plus grande partie de sa carrière entre la NBA D-League, l'Europe et l'Amérique latine.